# Franziska Lebrun
Franziska Dorothea Lebrun (ook bekend als: Lebrun-Danzi, LeBrun en Le Brun; geboren: Danzi) (Mannheim, 24 maart 1756 – Berlijn, 14 mei 1791) was een Duitse componiste, zangeres (sopraan) en klaveciniste. Zij was het oudste kind van de hofmusicus en cellist Innocenz Danzi (om 1730-1798) en was de oudere zuster van de componist Franz Ignaz Danzi.

## Levensloop
Lebrun kreeg haar eerste muziekles van haar vader Innocenz Danzi. Later studeerde zij compositie bij Georg Joseph Vogler en zang bij de prima donna van de hofopera te Mannheim, Dorothea Wendling, en van de tenor Pietro Sarselli, die met de familie Danzi bevriend was. Zij werd in 1771 lid van de Mannheimer hofkapel en maakte haar debuut als "Rosina" in L'amore artigiano van Florian Leopold Gassmann in Schwetzingen, de zomerresidentie van de keurvorstelijke familie Karel Theodoor van Beieren en Elisabeth Maria Aloysia Auguste van Sulzbach (1721-1794).
In mei 1778 huwde zij in Londen de hobovirtuoos Ludwig August Lebrun en verbeterde haar zang. In het gevolg van de vertrekking van de residentie van de keurvorst naar München vertrok ook het echtpaar Lebrun naar München en verbond zich aan het Cuvilliés-Theater aldaar. Franziska Lebrun vervulde een gastrol aan verschillende bekende opera's in Europa. In 1778 trad zij op in het Teatro alla Scala in Milaan en in 1781 en 1783 in Londen, waar zij als zangeres enthousiast werd gevierd, evenals in München, waar zij in 1785 zong. Verdere optredens verzorgde zij aan de opera's in Venetië en Napels. In 1788 en 1789 was zij opnieuw in München en in 1790 in Berlijn. Dat seizoen bleek buitengewoon succesvol, en dus engageerde de Koninklijke Opera haar opnieuw voor het seizoen 1791.
De musicoloog Charles Burney schreef over de vakbekwaamheid in de optredens van het echtpaar:
Franziska Danzi and the excellent oboist Lebrun usually travel together, and it seems as though she has listened to nothing other than his instrument, for when they perform together in thirds and sixths one cannot hear which is the upper or the lower voice!
Franziska Lebrun behoorde tot een van de weinig erkende vrouwelijke componisten in een tijd waarin vrouwen trachtten een muzikale carrière als zangeres of instrumentaal virtuoze te beginnen. Van haar werken zijn er maar enkele bewaard gebleven, waaronder sonates voor viool en piano.
Nadat haar echtgenoot op 15 december 1790 aan een leveraandoening was overleden, moest zij hun twee dochters opvoeden. Om rond te kunnen komen, kreeg zij van keurvorst Karl Theodoor van Beieren haar salaris als prima donna van de hofopera verder uitgekeerd. Ze kon het verlies van haar man niet verwerken en overleed op 14 mei 1791, waardoor ze haar engagement aan de Staatsoper Unter den Linden in Berlijn niet kon voltooien.

## Composities (Uittreksel)

### Kamermuziek
- 1780 - Zes sonates, voor viool en klavecimbel (of piano), op. 1
- 1782 - Zes sonates, voor viool en klavecimbel (of piano), op. 2